# Петровка (Любашёвский район)
Петровка (укр. Петрівка) — село, относится к Любашёвскому району Одесской области Украины.
Население по переписи 2001 года составляло 470 человек. Почтовый индекс — 66544. Телефонный код — 4864. Занимает площадь 1,47 км². Код КОАТУУ — 5123380904.

## Местный совет
66542, Одесская обл., Любашёвский р-н, с. Боково